# Dzianott
Dzianott (Dzianot, Gianotti de Castellati) – polski herb szlachecki z indygenatu, według Ostrowskiego odmiana herbu Grzymała.

## Opis herbu
Opis z wykorzystaniem klasycznych zasad blazonowania:
W polu błękitnym na murawie zielonej mur obronny czerwony, blankowany, żyłowany, z bramą otwartą, na nim pięć wież czerwonych, blankowanych, żyłowanych, środkowa wyższa, zza których orzeł dwugłowy czarny, każda głowa koronowana, z nimbem złotym. 
Klejnot: nad hełmem w koronie orzeł jak w godle. 
Labry: błękitne, podbite czerwienią.

## Najwcześniejsze wzmianki
Zatwierdzony indygenatem Piotrowi Dziannoti, towarzyszowi husarskiemu u Jerzego Lubomirskiego, za waleczność w 1662 roku. Dzianot pochodził z kupieckiej rodziny włoskiej, która otrzymała szlachectwo w Rzeszy, osiadłej następnie na Śląsku.

## Herbowni
Ponieważ herb pochodził z nobilitacji osobistej, prawo do niego ma tylko jedna rodzina herbownych:
Dzianott (Dzianott, Gianotti de Castellati).

### Znani herbowni
- Jan Dzianotti – brat Piotra
- Franciszek Dzianotti
- Juliusz Wilhelm Dzianott
- Adam Dzianott